# Liste der Auslandsvertretungen der Republik Kongo

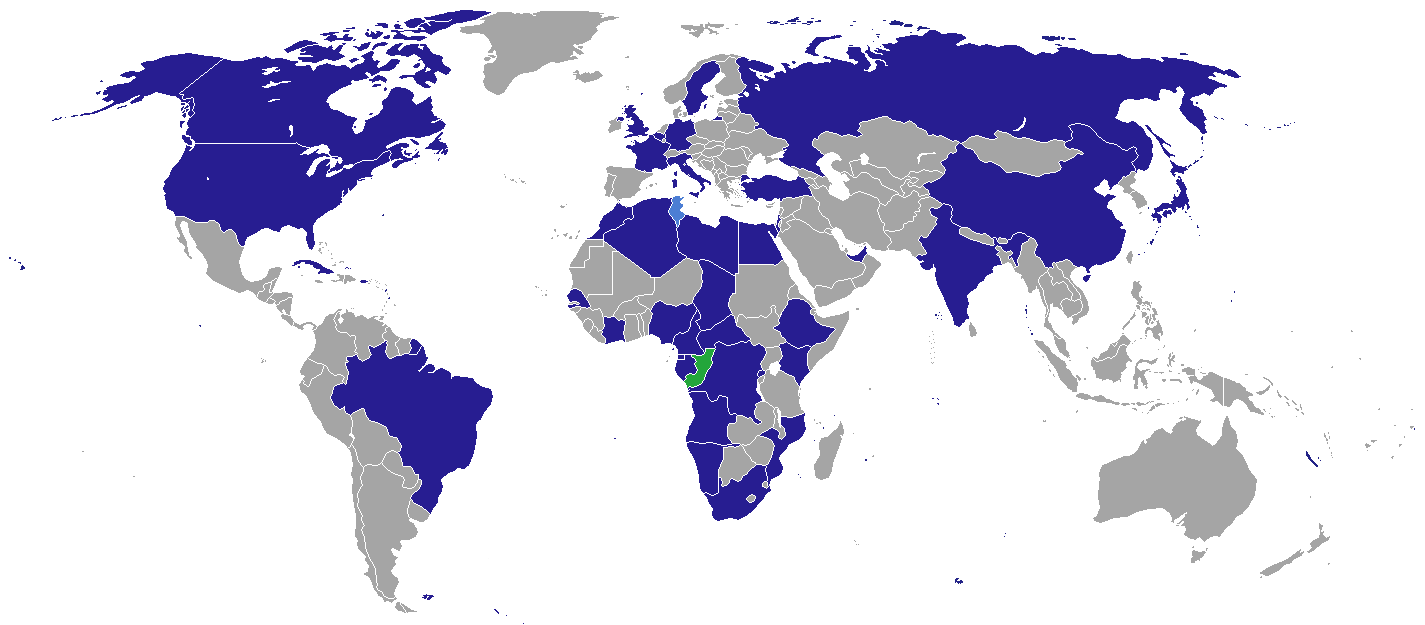
Standorte der diplomatischen Vertretungen der Republik Kongo

Dies ist eine Liste der diplomatischen und konsularischen Vertretungen der Republik Kongo.

## Diplomatische und konsularische Vertretungen

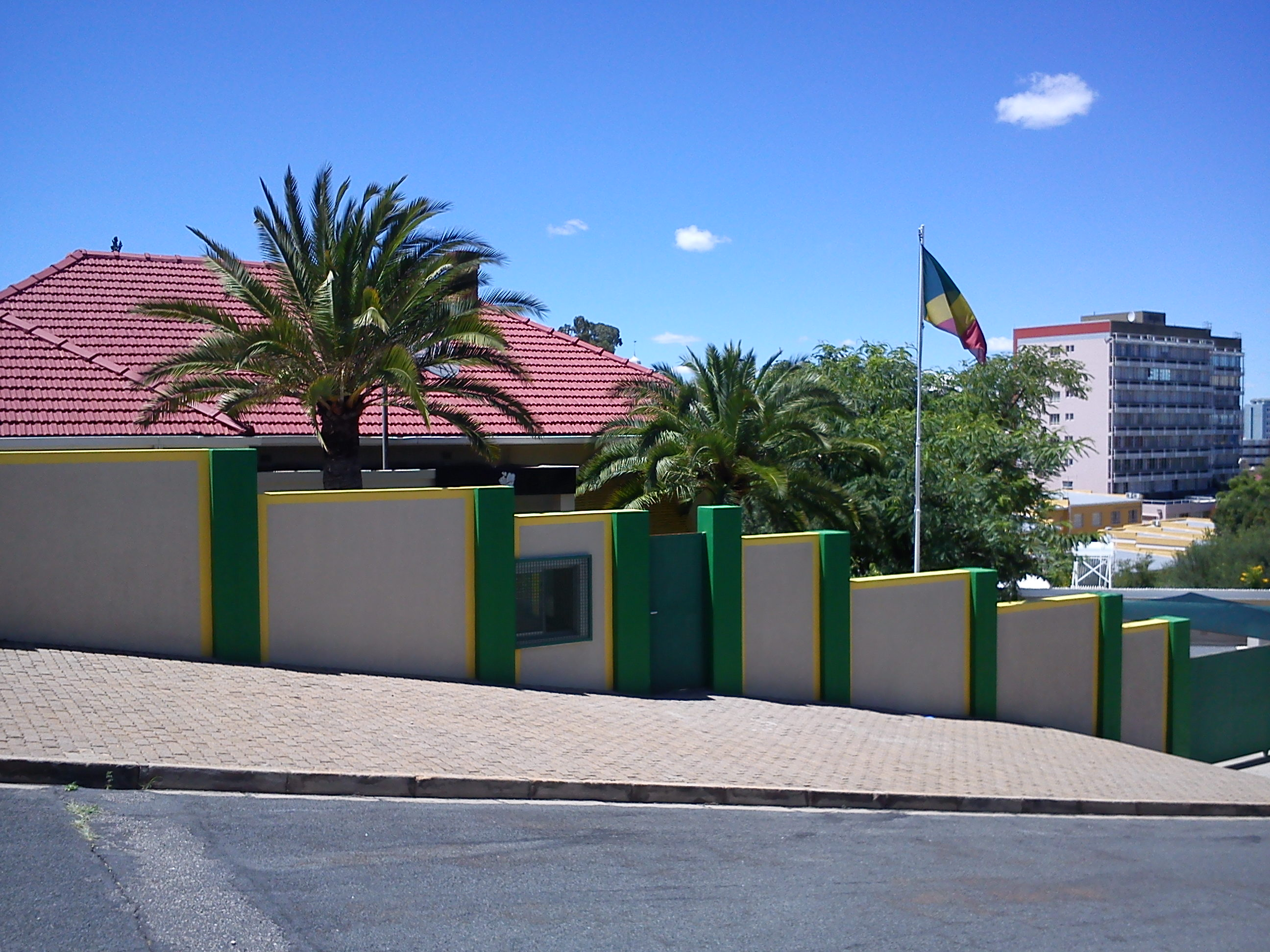
Botschaft der Republik Kongo in Windhoek

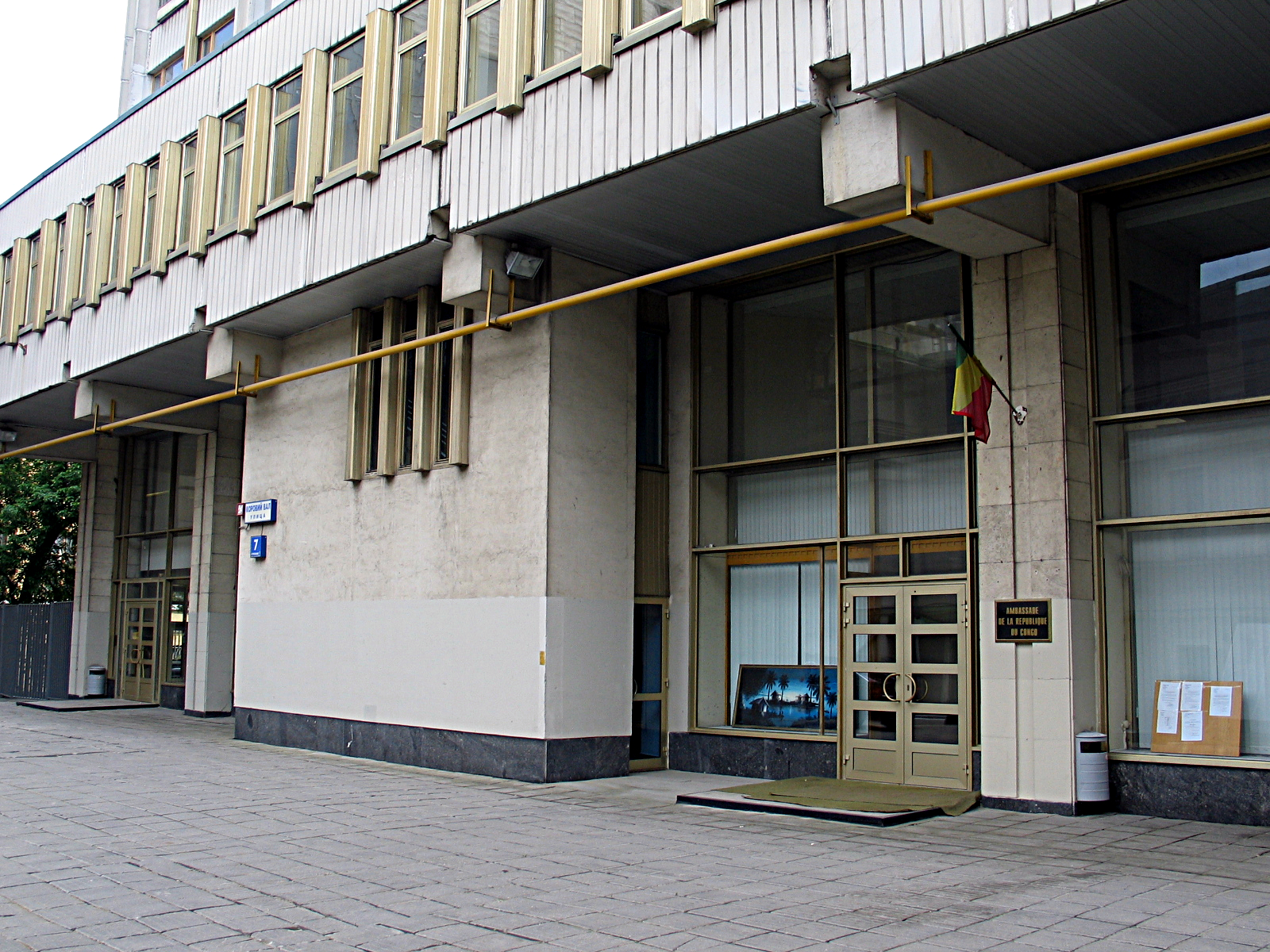
Botschaft der Republik Kongo in Moskau

### Afrika
| - Ägypten: Kairo, Botschaft - Algerien: Algier, Botschaft - Angola: Luanda, Botschaft - Äquatorialguinea: Malabo, Botschaft - Äthiopien: Addis Abeba, Botschaft - Demokratische Republik Kongo: Kinshasa, Botschaft - Elfenbeinküste: Abidjan, Botschaft - Gabun: Libreville, Botschaft - Kamerun: Jaunde, Botschaft | - Kenia: Nairobi, Botschaft - Libyen: Tripolis, Botschaft - Marokko: Rabat, Botschaft - Namibia: Windhoek, Botschaft - Nigeria: Abuja, Botschaft - Südafrika: Pretoria, Botschaft - Nigeria: Abuja, Botschaft - Tschad: N’Djamena, Botschaft - Zentralafrikanische Republik: Bangui, Botschaft |

### Amerika
- Brasilien: Brasília, Botschaft
- Kuba: Havanna, Botschaft
- Vereinigte Staaten: Washington, D.C., Botschaft

### Asien
| - Volksrepublik China: Peking, Botschaft - Indien: Neu-Delhi, Botschaft | - Israel: Tel Aviv, Botschaft - Japan: Tokio, Botschaft |

### Europa
| - Belgien: Brüssel, Botschaft - Deutschland: Berlin, Botschaft - Frankreich: Paris, Botschaft - Italien: Rom, Botschaft | - Russland: Moskau, Botschaft - Schweden: Stockholm, Botschaft - Türkei: Ankara, Botschaft |

## Vertretungen bei internationalen Organisationen
- Europäische Union: Brüssel, Mission
- Vereinte Nationen: New York, Delegation
- Vereinte Nationen: Genf, Delegation
- UNESCO: Paris, Delegation